# Dimissió

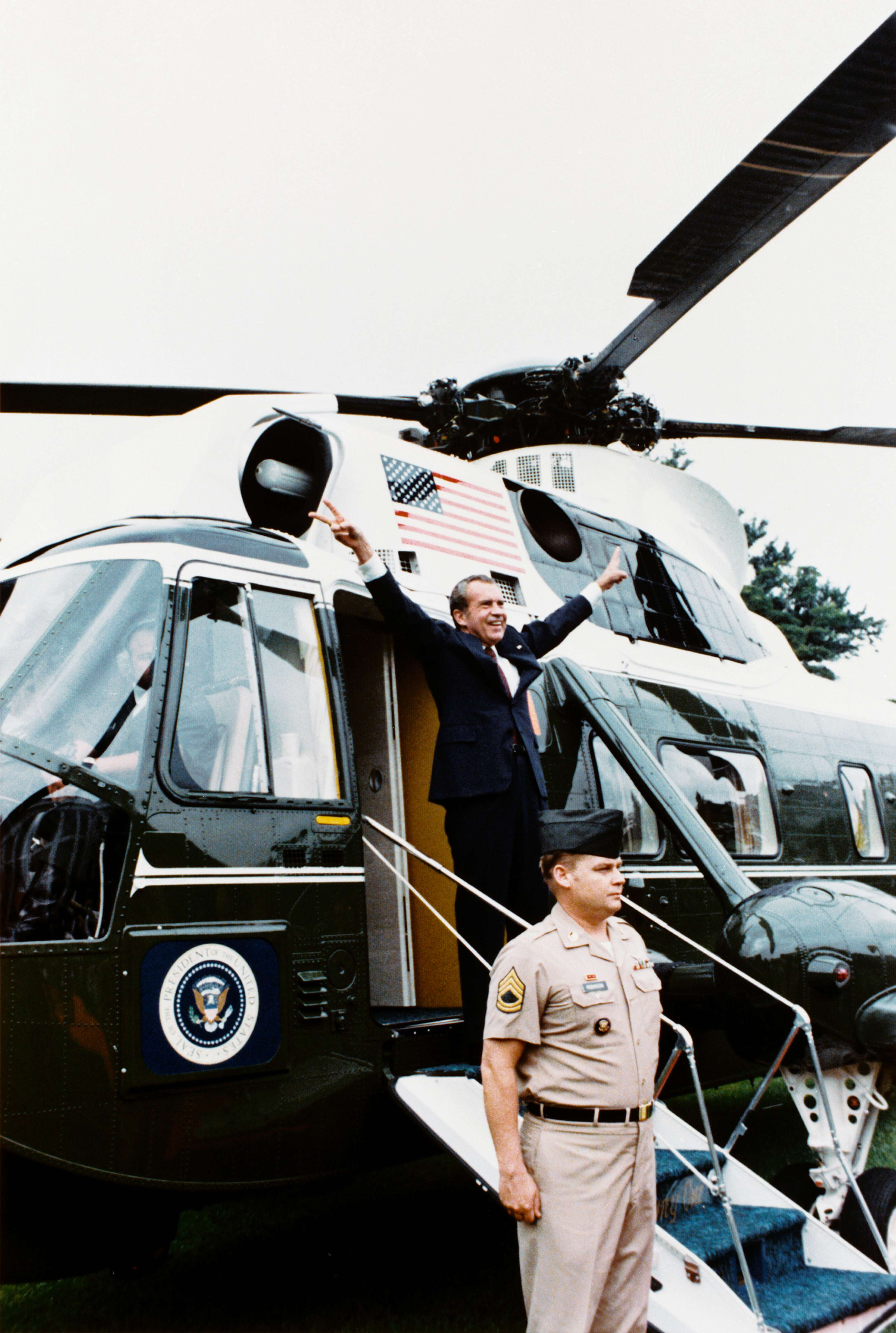
Darrer gest d'acomiadament del President Nixon després de la seva dimissió.

Dimitir o dimissió, en anglès: resign i resignation, és renunciar un càrrec.
Etimològicament aquest terme prové del llatí dimĭttĕre,que significa deixar, acomiadar, lliurar.

## Concepte
Dimissió és un concepte que fa referència a la renúncia voluntària o l'abandonament d'un lloc de treball, un càrrec, una comissió, etc.
Una dimissió pot ocórrer quan una persona que manté una posició guanyada per elecció o designació la deixa, però es considera que deixar una posició per expiració del temps no és una dimissió. L'abdicació és l'equivalent de la dimissió en un monarca regnant o altres formes de govern no elegides.
Quan una persona dimiteix està concretant un acte unilateral: qui ostenta el càrrec, decideix renunciar a ell. D'aquesta manera la dimissió es diferencia d'un acomiadament, on una autoritat o un superior jeràrquic obliguen la persona a deixar el seu càrrec.
Tanmateix, es presenten dimissions que no són unilaterals sinó consensuades. Per exemple, el director tècnic d'un equip esportiu pot reunir-se amb els directius del seu club després de patir una sèrie de derrotes i el convencen que presenti la seva dimissió.
Fins i tot hi ha casos en què la dimissió és exigida per una autoritat, cosa que ho fa semblant a un acomiadament, però que té conseqüències legals diferents (en dimitir, una persona no rep indemnització). El president d'un estat pot no estar conforme amb la tasca d'un dels seus ministres i davant aquesta situació, el president demana la dimissió dels ministres.
En el cas del president dels Estats Units Richard Nixon va dimitir del seu càrrec per l'escàndol Watergate quan va estar gairebé segur que seria sotmès al procediment d'Impeachment pel Congrés dels Estats Units.